# Liste der Mitglieder des Landtags von Waldeck-Pyrmont 1866–1869
Diese Liste nennt die Liste der Mitglieder des Landtags von Waldeck-Pyrmont 1866–1869.
1852 verabschiedete Fürst Georg Victor die Verfassungsurkunde für die Fürstentümer Waldeck und Pyrmont. Damit wurde ein neues Wahlrecht bestimmt und 1866 der siebte Landtag nach diesem Wahlrecht gewählt. Gewählt wurden 15 Abgeordnete in indirekter Wahl in Mehrpersonenwahlkreisen. Diese Wahlkreise entsprachen den vier Landkreisen, wobei je Kreis vier Abgeordnete gewählt wurden. Ausnahme war Pyrmont, wo drei Abgeordnete gewählt wurden. Rechtsgrundlage der Wahl war das Wahlgesetz vom 17. August 1852 (Wald. Reg. Bl., S. 163) in der Fassung vom 2. August 1856 (Wald. Reg. Bl., S. 75).

## Liste der Abgeordneten
Die so bestimmten Abgeordneten waren: 
| Wahlbezirk           | Abgeordneter               | Anmerkungen                               |
| -------------------- | -------------------------- | ----------------------------------------- |
| Kreis der Twiste     | Friedrich Bender           |                                           |
| Kreis der Twiste     | Wilhelm Schumann           | Präsident 1867                            |
| Kreis der Twiste     | Friedrich Schultze         |                                           |
| Kreis der Twiste     | Albert Cuntze              |                                           |
| Kreis des Eisenbergs | Ludwig Severin             | Bis 6. Dezember 1867 / Präsident bis 1867 |
| Kreis des Eisenbergs | Wilhelm Gleisner           | Ab 31. Oktober 1868 / Präsident ab 1868   |
| Kreis des Eisenbergs | Johannes Friedrich Emde    |                                           |
| Kreis des Eisenbergs | Daniel Böhle               |                                           |
| Kreis des Eisenbergs | Arnold Canisius            |                                           |
| Kreis der Eder       | Ernst Schäffer             |                                           |
| Kreis der Eder       | Georg Michel               |                                           |
| Kreis der Eder       | Heinrich Döring            |                                           |
| Kreis der Eder       | Leopold Waldeck            |                                           |
| Kreis Pyrmont        | Ludwig Brinkmann           |                                           |
| Kreis Pyrmont        | Johann Friedrich Lindwedel | Bis 29. November 1866                     |
| Kreis Pyrmont        | Hugo Schröter              | 2. Oktober 1867 bis 17. Dezember 1867     |
| Kreis Pyrmont        | Adolph Windel              | Ab 31. Oktober 1868                       |
| Kreis Pyrmont        | Christian Heinrich Gruner  | Bis 19. Oktober 1867                      |
| Kreis Pyrmont        | Heinrich Wilhelm Fischer   | 21. Juni 1867 bis 3. Dezember 1868        |
| Kreis Pyrmont        | Wilhelm Lentrodt           | Ab 23. Dezember 1868                      |